# Elijah Ngurare
Tjitunga Elijah Ngurare (Nkurenkuru, 28 de outubro de 1970) é um político namibiano que atua como primeiro-ministro da República da Namíbia desde 21 de março de 2025. Anteriormente, atuou como acadêmico na Universidade da Namíbia, bem como Secretário-Geral da Liga da Juventude do Partido SWAPO de 2007 a 2015.

## Início da vida e educação
Elijah Ngurare nasceu em 28 de outubro de 1970 em uma família de camponeses em Nkurenkuru durante a Guerra de Independência da Namíbia. Seu pai tinha quatro esposas e sua mãe era a mais nova da união. Quando menino, ele cuidava do gado e das cabras de seu pai como todos os outros meninos da época. Ele é o primogênito dos nove filhos de sua mãe.
Ngurare estudou na ELCIN Nkurenkuru High School, na Linus Shashipapo Secondary School , na Rundu Senior Secondary School e na Kolin Foundation Secondary School em Arandis. Depois estudou na Central State University , Ohio (EUA) com uma bolsa de estudos de honra presidencial. Formou-se magna cum laude com um diploma de Bacharel em Ciências em Gestão de Recursos Hídricos e Relações Internacionais.
Em seguida, ele fez mestrado em Direito pela Universidade de Dundee, Escócia, onde obteve uma bolsa britânica Chevening, e doutorado pela Universidade de Cork na Irlanda, em 2009.

## Carreira política
A atividade política de Ngurare começou em 1983 na Escola Secundária Nkurenkuru e continuou na Escola Secundária Linus Shashipapo , onde foi aluno durante a fundação do movimento estudantil Organização Nacional de Estudantes da Namíbia em 1984. Ele ocupou vários cargos estudantis e foi ativo na Seção, Filiais e Liderança Distrital da Liga da Juventude do Partido SWAPO . Ngurare ganhou destaque político como Secretário de Informação, Publicidade e Mobilização da Liga da Juventude do Partido SWAPO (SPYL) sob Paulus Kapia em 2002 antes de se tornar seu secretário-geral em 2007 e ser posteriormente reeleito em 2012. Ngurare foi nomeado pelo vice-presidente da SWAPO, Netumbo Nandi-Ndaitwah, para a lista parlamentar do partido durante o colégio eleitoral do partido.

## Carreira empresarial
Em 2015, ele perdeu seu cargo de secretário-geral e foi expulso da Swapo junto com o fundador do Reposicionamento Afirmativo, Job Amupanda, por "desonrar o nome do partido e [..] insultar os líderes do partido". Ele foi reintegrado como membro da SWAPO após um longo processo judicial. Ele então se juntou ao Ministério da Agricultura como Diretor de Coordenação de Abastecimento de Água e Saneamento Rural em março de 2020. Ngurare também atuou como vice-diretor executivo no mesmo ministério a posicionado, ele renunciou em 06 de dezembro de 2024 para abrir caminho para sua transição para o parlamento.
Ele atuou no conselho de administração da Namdeb Diamond Corporation (Pty) Ltd, Namdeb Holdings (Pty) Ltd, Africa Online (Pty) Ltd, MultiChoice Namibia, Kalahari Holdings (Pty) Ltd e Namibia Water Corporation Ltd.

## Vida pessoal
Ngurare é casado com a Dra. Albertina Mbute Ngurare. Eles têm quatro filhos. Como cristão, ele é luterano por religião e um fervoroso frequentador da igreja.